# Fusta d'agar

Àloe conreat/fusta d'agar

L'àloe o arbre d'àloe, també conegut com a linàloe, lignum àloes o calambac és una fusta resinosa fosca d'olor fragant quan s'hi cala foc o es destil·la; comunament és utilitzada per a la fabricació d'encens, perfum i tallar-hi figures. És coneguda comunament en la cultura àrab com a ud (àrab: عود, ʿūd). Es forma en el duramen dels arbres d'aquilaria quan s'infecten amb una mena de floridura (Phialophora parasitica) i secreten una resina per a combatre-la. Abans de la infecció, el duramen és inodor, relativament clar i de color pàl·lid; no obstant això, a mesura que avança la infecció, l'arbre produeix una resina aromàtica fosca, anomenada àloe (que no ha de confondre's amb l'àloe ferox, la suculenta comunament coneguda com a àloe (a no confondre tampoc amb l'àloe vera), jinko en japonès (l'encens més preat) i agar en hindi, en resposta a l'atac, la qual cosa resulta en un duramen molt dens, fosc i incrustat en resina. La fusta resinosa es valora en les cultures de l'est i sud d'Àsia per la seva fragància peculiar, evocadora de la masculinitat, i, per tant, s'usa per a encens i perfum. Procedeix del nord-est de l'Índia i del sud-est asiàtic.

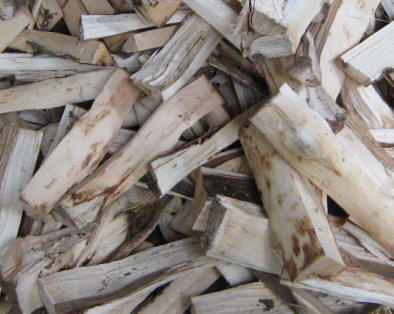
Fusta d'aquilaria no infectada que manca de la resina fosca.

Una de les raons principals de l'alt cost de la fusta d'àloe és l'esgotament del recurs silvestre i les traves a l'exportació de la procedent de plantacions. Des de 1995, l'Aquilaria malaccensis, que n'és la font principal, ha estat inclosa en l'apèndix II (espècies potencialment amenaçades) per la Convenció sobre el Comerç Internacional d'Espècies Amenaçades de Fauna i Flora Silvestres. El 2004, totes les espècies d'Aquilaria es van incloure en l'Apèndix II; amb tot, diversos països tenen reserves pendents respecte a aquesta inclusió.
Les qualitats aromàtiques de la fusta d'agar són influenciades per l'espècie, la posició geogràfica, l'origen de la seva branca, tronc i arrel, el temps passat a partir de la infecció i els mètodes de collita i processament, la més valorada essent la d'infecció natural i no producte d'inoculacions.